# Макаров, Саша
Саша (А. П.) Макаров (ум. 19 июня 1930, Париж) — русский композитор, музыкант и поэт, получивший известность в 1910—1920-е годы.
По утверждению парижской эмигрантской газеты «Возрождение», Макаров — «уроженец Тифлиса, сын миллионера». Прославился как пианист, выступавший с цыганскими ансамблями (был ли он сам цыганом, неизвестно), и постоянный аккомпаниатор певца Юрия Морфесси — популярного исполнителя цыганских романсов. Выступал также как гитарист дуэтом с Иваном де Лазари (Морфесси в своих мемуарах включает Макарова в список «четырёх лучших петербуржских гитаристов»).
После Октябрьской революции покинул Россию. Жил в Стамбуле, Венеции, Вене, Праге, прежде чем обосновался в Париже, где получил известность как гитарист-виртуоз. С 1927 года был артистическим директором популярного в Париже ресторана Le Grand Ermitage Moscovite с фр. — «Большой Московский Эрмитаж». Русская эмигрантка Нина Кривошеина вспоминала исполнение Саши Макарова, которому к тому времени было порядка 60 лет, как «низкий, хрипловатый голос, легкий аккомпанемент на гитаре». Умер в июне 1930 года, похоронен в Нёйи под Парижем.
Среди собственного творчества Макарова как композитора и поэта — популярный романс «Вы просите песен, их нет у меня», песни «Увяли последние розы», «Как цветок душистый», «Признание кавказца в любви», музыка к романсу Аполлона Григорьева «Две гитары». Стиль Макарова высмеивал Владимир Маяковский, который в свою пьесу «Клоп» ввёл вымышленное название песни «Тоска Макарова по Вере Холодной» (в сценарии-киноадаптации «Позабудь про камин» — «„Любовь Макарова к Вере Холодной“, вальс»).